# Voisenon
 Voisenon  es una población y comuna francesa, en la región de Isla de Francia, departamento de Sena y Marne, en el distrito de Melun y cantón de Melun-Nord.
Los habitantes de Voisenon son llamados los Voisenonais.

## Demografía
| 424 | 433 | 592 | 816 | 948 | 1027 |
| Para los censos de 1962 a 1999 la población legal corresponde a la población sin duplicidades (Fuente: INSEE [Consultar]) |     |     |     |     |      |